# Еммельбаум
Еммельбаум (нім. Emmelbaum) — громада в Німеччині, розташована в землі Рейнланд-Пфальц. Входить до складу району Бітбург-Прюм. Складова частина об'єднання громад Зюдайфель.
Площа — 2,69 км2. Населення становить 72 ос. (станом на 31 грудня 2020).